# Dolmen von Tarbek

Das Wappen von Tarbek zeigt einen Dolmen

 Der Dolmen von Tarbek ist ein Rechteckdolmen mit halbhohem Eintrittstein. Die neolithische Megalithanlage mit der Sprockhoff-Nr. 231 entstand zwischen 3500 und 2800 v. Chr. und ist eine Anlage der Trichterbecherkultur (TBK) in Tarbek in Schleswig-Holstein. Neolithische Monumente sind Ausdruck der Kultur und Ideologie jungsteinzeitlicher Gesellschaften. Ihre Entstehung und Funktion gelten als Kennzeichen der sozialen Entwicklung.

## Beschreibung
Das West-Ost orientierte Hünenbett ist etwa 73,0 m lang, 6,0 m breit und einen Meter hoch. Die Randsteine waren zum großen Teil erhalten, mehrere befanden sich in situ. In der Westhälfte des Langbettes liegt der, etwas schräg zur Längsachse der Einfassung gestellte, Dolmen. In der Osthälfte liegen drei Findlinge, eventuell Reste einer zweiten Kammer.
Die Kammer hat Innenmaße von 2,2 × 1,2 m. Auf den Langseiten steht jeweils ein großer Tragstein im Norden und ein kleiner im Süden. An der Nordseite steht ein Schlussstein, im Süden ein Eintrittstein, der 0,5 m niedriger ist als die Tragsteine. Alle Steine befinden sich in situ. Auf der Nordhälfte des Dolmens liegt ein Deckstein (1,8 × 1,0 × 0,8 m) in situ. Der zweite Deckstein fehlt.
Die Kammer war ausgeräumt; dabei soll ein geschliffenes dünnackiges Feuersteinbeil gefunden worden sein. Die Nachuntersuchung von 1953 brachte keine Funde.